# 天主教烏都皮教區
天主教烏都皮教区 （拉丁語：Dioecesis Udupiensis）是羅馬天主教的一個教區，位於卡纳塔克邦西南部，面積3,500.75平方公里。受天主教班加罗尔总教区管轄。
2012年7月16日建立教區。2004年有教友106,149名，由76名司鐸名管理46個堂區。現任教區主教為杰拉德‧伊萨克‧罗伯。